# پاتز ۵۸
پاتز ۵۸ (به انگلیسی: Potez_58) یک هواگرد از نوع چندمنظوره ساخت شرکت Potez است. هواگرد پاتز ۵۸ نخستین پروازش را در ۷ مارس ۱۹۳۴ میلادی انجام داد. در مجموع، تعداد ~۲۰۲ فروند از این هواگرد ساخته شده‌است.